# NanosizeMir
NanosizeMir (Nhật: ナノサイズミール), còn có nghệ danh khác là PicoMir (ピコミール), là một nhóm nhạc dōjin Nhật Bản thành lập vào năm 2007, gồm hai thành viên là ca sĩ Mizutani Runa và nhà soạn nhạc Tsukagoshi Yūichirō. Mặc dù là nhóm dōjin, hai thành viên ban nhạc thường tách riêng để làm việc trong dự án thương mại và cũng có những trường hợp cùng tham gia như một thành viên bộ phận phát triển, tiêu biểu là dự án visual novel Rewrite của Key.

## Thành viên
Người thể hiện các ca khúc của NanosizeMir là Mizutani Runa (水谷瑠奈/ みずたにるな sinh ngày 22 tháng 1 năm 1987 ở tỉnh Chiba) Nhà soạn nhạc, biên khúc và phổ lời của nhóm là Tsukagoshi Yūichirō (塚越雄一朗/ つかごしゆういちろう sinh ngày 25 tháng 10 năm 1981 ở tỉnh Nagano); anh cũng là một nhạc công chuyên sử dụng các nhạc cụ phím, nhạc cụ gõ và guitar. Tsukagoshi trước đây từng sử dụng nghệ danh ShiroKuma, và hiện nay anh dùng tên Usui Yūichirō (碓氷悠一朗) khi tham gia các hoạt động nghệ thuật riêng lẻ không liên quan NanosizeMir.

## Lịch sử hoạt động
NanosizeMir không liên kết với một tổ chức hay nhãn hiệu thu âm cụ thể mà hoạt động độc lập như một nhóm nhạc dōjin. Hầu hết sáng tác của nhóm thuộc thể loại J-pop nhưng pha trộn giai điệu của progressive rock, khiến cho chúng mang nặng âm hưởng dân ca. Khi hoạt động dưới nghệ danh PicoMir, nhóm chủ yếu sử dụng đàn synthesizer, đưa phong cách nhạc thành techno-pop.
Năm 2011, NanosizeMir tham gia vào dự án phát triển visual novel Rewrite của hãng phần mềm Key. Họ đã sáng tác và trình bày một số ca khúc trong game và cả fan disc năm 2012 của tác phẩm là Rewrite Harvest festa!. Các nhạc phẩm này được Key Sounds Label, hãng thu âm của Key, sản xuất và phát hành; đó là lần đầu tiên NanosizeMir hoạt động như một đơn vị âm nhạc liên kết với nhãn đĩa thương mại. Năm 2016, họ tiếp tục tham gia vào khâu âm nhạc của Rewrite khi tác phẩm được chuyển thể thành 13 tập anime truyền hình bởi 8bit, tiêu biểu là phiên bản phối lại của hai ca khúc chủ đề mở đầu và kết thúc thứ nhất của bộ phim.

## Danh sách đĩa nhạc

#### Dưới tên NanosizeMir
| Ngày phát hành      | Tựa                                           | Danh sách bài | Ghi chú                         |
| ------------------- | --------------------------------------------- | --- | ------------------------------- |
| 5 tháng 5 năm 2009  | Chiisa na Sekai (小さなせかい)                | 1. "Opening" (オープニング) 2. "Itoshiki Waga Ko yo" (愛しき我が子よ) 3. "Aozora no Kioku" (青空の記憶) 4. "Toretate Tomato no Uta" (採れたてトマトの唄) 5. "Zettai Shiten" (絶対視点) 6. "Mizutani Runa no Yūutsu na Hitotoki" (水谷瑠奈の憂鬱な一時) 7. "Parapappa Gendai" (ぱらぱっぱ現代) 8. "Akikaze Fuku Sakamichi de" (秋風吹く坂道で) 9. "Kimi wa Kaze" (きみは風) 10. "Chiisa na Sekai" (小さなせかい) 11. "Tsuyu Zensen" (梅雨前線) 12. "Ending" (エンディング) |                                 |
| 1 tháng 5 năm 2011  | Hoshi no Uta (星ノ唄)                         | 1. "Opening" (オープニング) 2. "Hoshi no Uta" (星ノ唄) 3. "Subete no Hareagari" (すべての晴れ上がり) 4. "Nekka no Taifū" (熱夏の台風) 5. "Kokoro no Akuma" (心のアクマ) 6. "Oyako Usagi to Osora no Tsuki" (親子兎とお空の月) 7. "NanosizeMir no Recording Hiyori" (NanosizeMirのレコーディング日和) 8. "Hitoyasumi" (ひとやすみ) 9. "dawn" 10. "Bokura no Uchū Ryokō" (僕らの宇宙旅行) 11. "Ryūsei" (流星) 12. "Ending" (エンディング)                                   |                                 |
| 30 tháng 4 năm 2012 | ShiroKumaCollection                           | 1. "LoveSong" 2. "Exhaust Note no Hate ni" (エキゾーストノートの果てに) 3. "Penguin, Sorawotobu!?" (ペンギン、空を飛ぶ！？) 4. "a piece of nature" 5. "◆◇forrest◇◆" 6. "Kōsetsu no Oka" (降雪の丘) 7. "Hyper Oyakodon (Oyako-ban)" (ハイパーおやこどん（親子版）) 8. "Sayonara☆TRANCE 2012" 9. "flowed" 10. "Kono Chiisana Te de" (この小さな手で) | CD kỷ niệm 5 năm thành lập nhóm |
| 29 tháng 4 năm 2013 | Aoi Shōheki (蒼い障壁)                        | 1. "Aoi Shōheki" (蒼い障壁) 2. "Itsumo Tomodachi" (いつもトモダチ) 3. "Tao,et Tulia - Fushigi na Koe" (Tao,et Tulia - 不思議な声) 4. "Aoi Shōheki InstrumentalVersion" (蒼い障壁 InstrumentalVersion) 5. "Itsumo Tomodachi InstrumentalVersion" (いつもトモダチ InstrumentalVersion) 6. "Tao,et Tulia - Fushigi na Koe InstrumentalVersion" (Tao,et Tulia - 不思議な声 InstrumentalVersion)                                                                               |                                 |
| 27 tháng 4 năm 2014 | Hajimari o Tsugeru Shōjo (始まりを告げる少女) | 1. "Prelude" 2. "Arutoki, Aru Sekai" (ある時、ある世界) 3. "Itsumo Tomodachi - Nakayoshi Version" (いつもトモダチ - なかよしVersion) 4. "Nobara no Kouji de" (のばらの小路で) 5. "Sudachi no Koku" (巣立ちの刻) 6. "Tao,et Tullia" 7. "Hoshikuzu Matou Hakobune" (星屑纏う方舟) 8. "Hajimari o Tsugeru Shōjo" (始まりを告げる少女) 9. "Monogatari no Owari ni" (物語の終わりに) 10. "Kaze no Ben" (風の便) 11. "Postludium"                                               |                                 |

#### Dưới tên PicoMir
| Ngày phát hành       | Tựa                                          | Danh sách bài |
| -------------------- | -------------------------------------------- | --- |
| 5 tháng 5 năm 2010   | Nijiiro Jet Coaster (虹色ジェットコースター) | 1. "Flipper ~Shinkai remix~" (フリッパー ～深海remix～) 2. "Arinomama, Kokoro no Mama" (有りの侭、心の侭) 3. "Mawaru" (まわる) 4. "Tranceported Girl feat.Miku" 5. "Ride On Time" 6. "Onisan Kochira, Te no Naru Hō e feat.frayja (鬼さんこちら、手の鳴るほうへ feat.frayja) 7. "Ganbare☆onii-chan" (ガンバレ☆おにいちゃん) 8. "Yuki no Serenade" (雪のセレナーデ) 9. "Fractal" (フラクタル) 10. "Nijiiro Jet Coaster" (虹色ジェットコースター) 11. "LUNA" 12. "Oyasumi" (おやすみ) |
| 30 tháng 10 năm 2011 | BREAKS!                                      | 1. "Bokura Himitsu Tanteidan" (僕ら秘密探偵団) 2. "Runaway" 3. "Humanoid Kanojo" (ヒューマノイド彼女) 4. "Bit World no Ohime-sama" (ビットワールドのおひめさま) 5. "SKYGAZERS" |
| 24 tháng 4 năm 2016  | Super Sonic Girl                             | 1. "Solid State Soldier" 2. "Kimi no Hitomi ni Koi Shiteru!" (君の瞳に恋してる！) 3. "Saishin Shiki o Sōji Robo no Uta" (最新式お掃除ロボのうた) 4. "BE Aggressive!" (BE アグレッシブ！) 5. "Kizuato" (傷痕) 6. "Iwanai Dakeda yo" (いわないだけだよ) 7. "Super Sonic Girl" 8. "Okashi na Okashi no Yume no Yume?" (お菓子なおかしのユメの夢？) 9. "Hoshi no Kakera" (星のカケラ)                                                                                                   |

### Hợp tác thương mại

#### NanosizeMir
- "Yami no kanata e" (闇の彼方へ?) (ca khúc chủ đề kết thúc thứ nhất của visual novel Rewrite (Key))
Phát hành trong: đĩa đơn "Philosophyz"; album Rewrite Original SoundTrack, đĩa Blu-ray Visual Art's 20th Live 2012 in Yokohama Arena: Kimi to Kanaderu Ashita e no Uta (nhạc sống), đĩa Blu-ray Super Gamesong Live 2012 -New Game- (nhạc sống).
- "Sasayaka na Hajimari" (ささやかなはじまり?) (ca khúc chủ đề kết thúc của visual novel Rewrite Harvest festa! (Key))
Phát hành trong: album Feast, album Dye Mixture (biên khúc guitar), đĩa Blu-ray Visual Art's 20th Live 2012 in Yokohama Arena: Kimi to Kanaderu Ashita e no Uta (nhạc sống).
- "Sasayaka na Hajimari (TV animation ver.)" (ささやかなはじまり ~TV animation ver.~?) (phiên bản phối lại, ca khúc chủ đề kết thúc thứ nhất của anime Rewrite (chuyển thể từ visual novel của Key))
Phát hành trong: đĩa đơn "Philosophyz / Sasayaka na Hajimari".

#### Của riêng Mizutani Runa
- "Philosophyz" (ca khúc chủ đề mở đầu thứ nhất của visual novel Rewrite (Key))
Nhạc: Orito Shinji / Lời: Tonokawa Yūto / Biên khúc: MintJam
Phát hành trong: đĩa đơn "Philosophyz", album Rewrite Original SoundTrack, album circle of fifth, đĩa Blu-ray Visual Art's 20th Live 2012 in Yokohama Arena: Kimi to Kanaderu Ashita e no Uta (nhạc sống), đĩa Blu-ray Super Gamesong Live 2012 -New Game- (nhạc sống), album Selene (phối lại bởi Mizonokuchi Yūma).
- "Over the meaning" (ca khúc chủ đề của visual novel Kakure Tsuki (隠れ月?) (Alice Blue))
Nhạc: Shade / Lời: Fumya / Guitar: Yamato
Phát hành trong: album Alice Vocal Collection II.
- "Philosophyz ~TV animation ver.~" (phiên bản phối lại, ca khúc chủ đề mở đầu thứ nhất của anime Rewrite (chuyển thể từ visual novel của Key))
Nhạc: Orito Shinji / Lời: Tonokawa Yūto / Biên khúc: MintJam
Phát hành trong: đĩa đơn "Philosophyz / Sasayaka na Hajimari".

#### Của riêng Tsukagoshi Yūichirō (tính cả nghệ danh "Usui Yūichirō")
Ca khúc
- "Hikari o Atsumete" (ひかりをあつめて?) (ca khúc chủ đề trong trò chơi Minna no Boken Tairiku Canan) – Biên khúc
Trình bày: Hikasa Yōko / Nhạc và lời: WhiteFlame
Phát hành trong: đĩa đơn maxi "Minna no Boken Tairiku Canan Theme Song Vol.1: Hikari o Atsumete".
- "emission" (ca khúc chủ đề trong trò chơi Minna no Boken Tairiku Canan) – Biên khúc
Trình bày: Hikasa Yōko / Nhạc và lời: WhiteFlame
Phát hành trong: đĩa đơn maxi "Minna no Boken Tairiku Canan Theme Song Vol.2: emission".
- "Ai no Uta" (愛の唄?) (ca khúc chủ đề trong drama CD Re: Baka wa Sekai o Sukueru ka? (T.Y.Entertainment)) – Biên khúc
Trình bày: Tourai (minato) / Nhạc và lời: WhiteFlame
- "Soratobu SuperCats" (空とぶSuperCats?) (ca khúc chủ đề mở đầu trò chơi Soreyuke! Burunyanman HARDCORE!!! (Digital Cute)) – Sáng tác và biên khúc
Trình bày: Luna
- "Otome Switch" (オトメスイッチ?) (ca khúc chủ đề mở đầu trò chơi Otome Switch (Digital Cute)) – Sáng tác và biên khúc
Trình bày: Luna
- "Mienai Tsubasa" (みえないつばさ?) (ca khúc chủ đề mở đầu trò chơi Soreyuke! Burunyanman Ecstasy!!! (Digital Cute)) – Sáng tác và biên khúc
Trình bày: Luna
- "Omoi no Kakera" (想いの欠片?) (ca khúc chủ đề mở đầu trong visual novel Hoshi Ori Yume Mirai (tone work's)) – Sáng tác và biên khúc
Trình bày: Luna / Lời: Shiroya Tatsuki
Phát hành trong: album Hoshi Ori Yume Mirai Vocal Collection.
- "Taisetsu na Hito e" (大切な人へ?) (ca khúc chủ đề mở đầu trong visual novel Hoshi Ori Yume Mirai (tone work's)) – Sáng tác và biên khúc
Trình bày: Luna / Lời: Shiroya Tatsuki
Phát hành trong: album Hoshi Ori Yume Mirai Vocal Collection.
- "Ashita e no Mokushiroku" (明日への黙示録?) (hợp tác với Key Sounds Label) – Sáng tác và biên khúc
Trình bày: Kitazawa Ayaka
Phát hành trong: album nature couleur
- "Todoketai Melody" (届けたいメロディ?) (ca khúc chủ đề mở đầu trong visual novel Harmonia (Key)) – Biên khúc
Trình bày: Kitazawa Ayaka / Nhạc: Orito Shinji / Lời: Kai
Phát hành trong: đĩa đơn "Todoketai Melody / Towa no Hoshi e".
- "Kamisama no Iutoori" (神様のいうとおり?) (ca khúc chủ đề mở đầu trong visual novel Tincle ★ Twinkle Festival! (Digital Cute)) – Sáng tác và biên khúc
Trình bày: Luna

Soundtrack
- Soạn nhạc nền chính trong trò chơi Musumeka (むすめーかー?) của Digital Cute.
- Soạn nhạc nền chính trong trò chơi Soreyuke! Burunyanman HARDCORE!!! của Digital Cute.
- Soạn "irrigated land" và "irrigated land (echo)" trong visual novel Rewrite Harvest festa! của Key, phát hành trong album Feast.
- Soạn nhạc nền chính trong trò chơi Otome Switch của Digital Cute.
- Soạn toàn bộ nhạc nền và các ca khúc nền trong trò chơi Soreyuke! Burunyanman Ecstasy!!! của Digital Cute.
- Soạn toàn bộ nhạc nền trong visual novel Tincle ★ Twinkle Festival! của Digital Cute.
- Soạn một phần nhạc nền trong visual novel Gin'iro, Haruka của tone work's.